# Asociación Mexicana de Investigadores del Color
La AMEXINC es fundada en mayo del 2005 en la Ciudad de México, como una asociación civil con fines no lucrativos, que promueve investigaciones multidisciplinarias alrededor del tema del color. En el 2007 inician sus trámites para convertirse en miembros de la Asociación Internacional del Color (AIC), convirtiéndose desde ese entonces en la representante de México ante la AIC.
Los socios fundadores son: Dra. Georgina Ortiz (presidenta), Dr. Carlos I. Aguirre Vélez (vicepresidente), Mtra. Liliana Monroy (secretaria), Mtro.Alfonso de Lucas (tesorero), Mtra. Iris Vergara (encargada de imagen y difusión), Mtra. Martha Cuevas (comité de honor y justicia) y Lic.Reyna Zapata (comité de honor y justicia).
Desde su fundación, AMEXINC ha organizado diversos eventos académicos tales como conferencias, pláticas, cursos y seminarios. Entre las investigaciones que han resultado entre los socios, destaca una que se convirtió en un libro llamado "El color de los candidatos" escrito por la Dra. Georgina Ortiz en 2006 Editorial Toma y Lee.
En el 2009 AMEXINC organizó el 1.er Encuentro Mexicano del Color en la Ciudad de México. Entre los ponentes participantes en esa reunión se presentaron el Dr. José Luis Caivano, el presidente de la Asociación Internacional del Color; el Lic. Roberto Lozano, expresidente del Grupo Argentino del color; la Dra. Ma. Mercedes Ávila, Directora del Instituto del Color de la Universidad de Córdoba Argentina; Georges Roque, investigador del Centro nacional de Investigación Científica, París; y la Dra. Georgina Ortiz, presidenta fundadora de la AMEXINC y autora de reconocidos libros sobre el tema.
Actualmente la asociación es presidida por el Dr. Carlos I. Aguirre Velez, profesor investigador de CICATA Legaria IPN. El Comité Ejecutivo 2011-2014 se conforma por el maestro Alfonso de Lucas (Vicepresidente), Angela Alba (secretaria), Gabriela Arroyo (Representante Estatal en Guanajuato), José Antonio Gallardo (Representante Estatal en el Edo. de México), Lilia Prado (Representante Estatal en Jalisco) y Monica Cuvelier (Representante Estatal en Chihuahua).
El 2o Encuentro Mexicano del Color se llevara a cabo del 24 al 27 de octubre de 2012, en las instalaciones del Tecnológico de Monterrey Campus Ciudad de México. Y para octubre del 2014 se tiene planeado el 3.er Encuentro Mexicano del Color que será internacional porque a la vez se organizara en la ciudad de Oaxaca, capital, a la par del 2014 AIC Interim Meeting.